# عبد الرحمن علي الجفري
عبد الرحمن علي محمد الجفري مناضل سياسي سعى الى قيام دولة الجنوب العربي مع اخوه محمد بن علي الجفري  وأحد قيادات المعارضة اليمنية. كان نائب رئيس مجلس رئاسة حكومة قصيرة العمر من جمهورية اليمن الديمقراطية التي تأسست في 21 مايو 1994. كان أيضًا رئيس الجبهة الوطنية المعارضة وهي المجموعة المعارضة التي حاربت لفترة وجيزة وخسرت الحرب ضد الانفصال من الجمهورية اليمنية في عام 1994. 
و هو ايضا والد الحبيب علي الجفري حفظه الله  

## مولده ونشأته
ولد في نوفمبر 1943 في يشبم بمحافظة شبوة وتعلم القرآن في مدرسة والده في يشبم. كان تعليمه في المرحلة الابتدائية الاعدادية في مدرسة العبد الله والمحسنية في لحج ودراسته الثانوية في مدرسة حلوان في القاهرة بمصر.

### تعليمه
أمضى سنتين في كلية العلوم في جامعة القاهرة وحصل على بكالوريوس في العلوم العلوم العسكرية في فبراير 1965 من قبل الكلية العسكرية. كان أول طالب غير مصري يتخطى الدراسة الجامعية. وفي عام 1964 تم منح عبد الرحمن جائزة الثقافة لأطروحته على الحياد الإيجابي وسياسة عدم الانحياز التي نشرت في مجلة القوات المسلحة للجمهورية العربية المتحدة في نفس العام. في وقت لاحق خضع لدورة في الهندسة العسكرية في كلية الطائف للهندسة العسكرية من 1973 إلى 1975 ودرس اللغة الإنجليزية، وبرمجة الحاسوب، وإدارة الأعمال في لندن.

## نشاطه السياسي

### بداية النشاط السياسي
في عام 1956 وفي سن الثالثة عشر انضم عبد الرحمن رابطة حزب الشباب وكان واحدا من الرواد في تأسيس منظمة الشباب لتضامن الشعوب الأفريقية الآسيوية. كانت رابطة حزب الشباب واحدة من أقدم وأصغر أحزاب المعارضة في البلاد.
مثل عبد الرحمن تنظيم الشباب في الاحتفال بالذكرى السنوية الأولى للجمهورية العربية المتحدة في عام 1959. في كرنفال يوم 2 فبراير الذي حضره أكثر من مائة ألف شخص في ميدان التحرير في القاهرة ألقى كلمة نيابة عن منظمة الشباب على الرغم من كونه يبلغ من العمر ستة عشر عاما فقط.
في عام 1965 تحولت مجموعتين قوميتين متنافستين وهما جبهة تحرير جنوب اليمن المحتل والجبهة القومية للتحرير إلى الإرهاب من أجل النضال للسيطرة على البلاد. شارك عبد الرحمن في الكفاح ضد اتحاد الجنوب العربي المدعوم بريطانيا. في مواجهة العنف الذي لا يمكن السيطرة عليه انسحبت القوات البريطانية وانهار حكم الاتحاد. سرعان ما سيطر عناصر من الجبهة القومية للتحرير على الحكم بعد القضاء على منافسيهم جبهة تحرير جنوب اليمن المحتل. اضطر عبد الرحمن للهجرة مع زملائه من وطنه. بحلول عام 1968 وفي أعقاب الحصار الملكي النهائي من صنعاء تمت المصالحة مع معظم قادة معارضة وعادوا إلى وطنهم.
في عام 1970 شارك عبد الرحمن في حركة الوحدة الوطنية التي كانت تشكلت حديثا آنذاك في صنعاء. كان ائتلاف الوحدة الوطنية يشمل حزب الرابطة، جبهة التحرير، جبهة تحرير جنوب اليمن المحتل، والانفصاليين من الجبهة القومية للتحرير.
بعد الانتهاء من دراسته في لندن عمل عبد الرحمن مديرا عاما لعدد من الشركات الاستثمارية في منطقة الخليج. في نوفمبر 1986 انتخب رئيسا للحزب من قبل المؤتمر العام السابع. أعيد انتخابه مرة أخرى رئيسا في عام 1992 من قبل المؤتمر العام الثامن في صنعاء وكان رئيس لجنة الاعداد للمؤتمر الوطني.

### تشكيل جبهة المعارضة الوطنية
يمثل عبد الرحمن حزب الرابطة في تأسيس الجبهة الوطنية المعارضة الذي كان تحالف المعارضة الأكثر نجاحا في الساحة السياسية اليمنية. مثل الحزب في لجنة الحوار التي كانت النتيجة المباشرة لضغوط الجبهة ضد الحكومة الحاكمة. صاغ أسس الخطوط العريضة لوثيقة العهد والوفاق وقدمت الوثيقة باسم حزب الرابطة لجبهة المعارضة الوطنية في أكتوبر 1993. قدمت جبهة المعارضة الوطنية الوثيقة إلى لجنة الحوار في صنعاء في 18 ديسمبر 1993.
أسفرت الصراعات داخل الائتلاف إلى نفي نائب الرئيس علي سالم البيض إلى عدن في أغسطس 1993 وأدت إلى تدهور في الوضع الأمني العام واستقرار خصومه السياسيين واستغلال عشرات العناصر القبلية الوضع غير المستقر. واصل حيدر أبوبكر العطاس (رئيس الوزراء السابق لليمن الجنوبي) مهامه رئيسا لوزراء الجمهورية اليمنية ولكن حكومته كانت غير فعالة بسبب الاقتتال الداخلي السياسي. أسفرت المفاوضات المستمرة بين القادة في الشمال والجنوب إلى التوقيع على وثيقة العهد والاتفاق 1994 في العاصمة الأردنية عمان في 20 فبراير 1994.
وقع عبد الرحمن وثيقة العهد والاتفاق بصفته عضوا. بالاشتراك مع عمر الغاوي أعرب عن تحفظاته بشأن آلية التنفيذ. حذر الحكومة ضد استخدام الوثيقة كقميص عثمان. مع أعضاء لجنة الحوار المشترك ساهم في مساعي تهدئة الوضع بعد أحداث عمران المؤلمة. على الرغم من هذا اشتدت الاشتباكات حتى اندلعت الحرب الاهلية في أوائل مايو 1994.

### الحرب الأهلية
أعلن القادة الجنوبيين بدعم من السعوديين الانفصال وإنشاء جمهورية اليمن الديمقراطية في 21 مايو 1994 ولكن لم يتم الاعتراف بجمهورية اليمن الديمقراطية من جانب المجتمع الدولي. على الرغم من أن الجنوبيين كان لهم دوافعهم الخاصة بهم للقتال فقد حافظ زعماء الشمال لمدة طويلة على أن السعوديين يؤيدون القضية الجنوبية كوسيلة لتعزيز نزاعهما الحدودي الخاص مع الجمهورية اليمنية. تم القبض على أنصار علي ناصر محمد الذين ساعدوا كثيرا العمليات العسكرية ضد الانفصاليين في عدن 7 يوليو 1994. انهارت المقاومة بسرعة وتم نفي الآلاف من القادة الجنوبيين والعسكريين.
وكان عبد الرحمن عندما اندلعت الحرب في عدن إلى جانب صديقه عمر الغاوي. صاغ بسرعة مبادرة من الجبهة الوطنية المعارضة في 9 مايو 1994 تدعوا إلى وقف الحرب. شارك في حكومة جمهورية اليمن الديمقراطية بوصفه نائبا لرئيس مجلس الرئاسة وذلك لوضع حد للحرب وإعادة توحيد اليمن على أساس صحيح من شأنه أن يساعد على تحقيق الاستقرار والأمن وفقا للوثيقة التي تتمتع بإجماع الجماهير اليمنية وجميع القوى السياسية والاجتماعية. من بين القادة الرئيسيين كان عبد الرحمن آخر من غادر عدن في 7 يوليو 1994 لمنع سفك الدماء وحفظ اليمن من التدمير.
بعد خسارتهم الحرب فر زعماء الجبهة المعارضة لعدد من الدول العربية وعاش عبد الرحمن في المنفى. اتخذت الجبهة الوطنية المعارضة من لندن مقرا لها حيث على الرغم من التراجع عن موقفها الانفصالي شنوا حملة دعائية ضد حكومة صنعاء. في يناير 1995 تم انتخاب عبد الرحمن رئيسا للجبهة الوطنية المعارضة.

### الحياة بعد الحرب الأهلية
في عام 1997 شارك عبد الرحمن في مؤتمر حقوق الإنسان الذي عقد في شاثام هاوس في لندن في أكتوبر وألقى خطابا حول القضية اليمنية في جامعة إكسيتر التي نشرت خطابه.
في عام 1998 حوكم القادة الانفصاليين في غيابهم بتهمة الخيانة. حكم على خمسة بالإعدام ولكن حكم على عبد الرحمن بالسجن لمدة عشر سنوات مع وقف التنفيذ مما يترك الباب مفتوحا أمام إمكانية عودته في نهاية المطاف.
مثل حزب رابطة أبناء اليمان قرر عبد الرحمن نبذ العنف والإيمان بالحوار لحل القضايا السياسية والاجتماعية والإيمان بالاعتدال. إيمانه ونهجه المتسامح ينطبق مع الآية القرآنية «ادْعُ إِلَى سَبِيلِ رَبِّكَ بِالْحِكْمَةِ وَالْمَوْعِظَةِ الْحَسَنَةِ وَجَادِلْهُمْ بِالَّتِي هِيَ أَحْسَنُ» و«وَلَا تَسْتَوِي الْحَسَنَةُ وَلَا السَّيِّئَةُ ادْفَعْ بِالَّتِي هِيَ أَحْسَنُ فَإِذَا الَّذِي بَيْنَكَ وَبَيْنَهُ عَدَاوَةٌ كَأَنَّهُ وَلِيٌّ حَمِيمٌ».
ونشرت دراسات عنه أولها كان لعوض العراشاني من مطبعة الأهرام بعنوان عبد الرحمن الجفري: المواجهة والتحدي وآخر من القدس للدراسات والبحوث بعنوان قراءة في فكر عبد الرحمن الجفري رئيس الجبهة الوطنية المعارضة.

## الكتابات السياسية
كتب عبد الرحمن وساهم في تجميع العديد من مؤلفات الحزب الذي كان بعضها على النحو التالي:
- رؤية حقيقية حول قضية الوحدة 1987.
- الواقع والبديل 1987 دحض نظرية من عمر جار الله 1989.
- النضال حقائق والمواقف.
- الحزب الحقيقة والأصالة.
- اليمن! إلى أين؟
- الجذور والحلول: حضر مؤتمر لندن في سبتمبر 1995 والمؤتمر برعاية جامعة لندن والتي حضره العديد من القادة السياسيين للمعارضة اليمنية.
- منظور لتوحيد جهود المعارضة اليمنية.
- طريق الشعب والقائد الكاريزمي 1980 وكتاب عن واحد من أبرز مؤسسي الحركة الوطنية وهو محمد علي الجفري.

## ذريته
عبد الرحمن لديه ولدان وهما: علي الجفري وهو باحث يقيم حاليا في أبو ظبي بالإمارات العربية المتحدة ويحاضر في العلوم الإسلامية في الجامعة الإسلامية المشهورة دار المصطفى ومؤسس مؤسسة طابة في أبوظبي، وابنه الآخر عبد العزيز الجفري، وابنة واحدة، و12 حفيدًا 